# Liaison secondaire
Les liaisons secondaires sont les liaisons formant les structures secondaires et tertiaires chez les protéines. Pour ce faire, elles agissent entre les radicaux des acides aminés présents à la surface de la molécule, donc à l'extérieur de la structure secondaire.
Les protéines tirant leurs propriétés de leur structure dans l'espace, elles sont particulièrement importantes pour celles-ci.
Elles sont principalement non-covalentes, et assurent une certaine stabilité aux molécules qu'elles joignent. Elles se distinguent des liaisons peptidiques et autres liaisons covalentes par le fait que leur énergie de liaison est beaucoup plus faible (ΔɭH(C-C) ≈ -400 kJ/mol et ΔɭH°(S-S)≈ - 200 kJ/mol).

## Liaison secondaire forte covalente

### Le pont disulfure
Le pont disulfure est la seule liaison secondaire covalente existante; elle est le résultat de l'association de deux groupements thiol ( -SH), ce qui donne donc le pont disulfure ( S-S ), avec bien entendu un dégagement d'atomes d'hydrogène.
Le groupement thiol se retrouve en particulier sur un acide aminé nommé cystéine, appartenant aux acides aminés contenant un groupement thiol dans leur radical.
L'exemple le plus simple étant la formation d'une molécule de cystine à partir de l'oxydation de deux molécules de cystéine.

## Liaison secondaire faible non covalente

### Liaison hydrogène
La liaison hydrogène correspond à une forte attraction électrostatique entre un atome d'hydrogène électropositif d'une molécule polaire et un atome électronégatif appartenant à une molécule polaire voisine. L'atome formant la liaison avec celui d'hydrogène doit alors être suffisamment électronégatif pour le rendre beaucoup plus électropositif.
Aussi, seuls les atomes d'oxygène, d'azote, de fluor et de soufre sont en général assez électronégatifs pour engendrer une dépolarisation suffisante. De même, seuls les atomes d'oxygène, d'azote, de soufre (à condition de n'être couplé qu'à un seul radical et de posséder une charge négative) et de fluor peuvent établir une liaison hydrogène avec l'atome d'hydrogène polarisé. Une telle liaison est caractérisée par une énergie de liaison de -10 à -40 kJ/mol. En phase liquide elles sont sans cesse rompues et reformées tandis qu'en phase solide elles assurent la cohésion du cristal (eau sous forme de glace par exemple). Elles permettent ainsi de favoriser certaines réactions acido-basiques.

### Forces de van der Waals
Les forces de van der Waals sont des forces qui se créent au niveau des atomes et qui fixent les distances inter-atomiques ; c'est donc une attraction non spécifique entre deux atomes.

### Les liaisonsioniquesou salines
Les liaisons ioniques entre acide aminés sont les interactions non covalentes les plus fortes, elles se produisent entre deux chaînes latérales de deux acides aminés différents. Il existe des liaisons ioniques directes et indirectes.
Les liaisons ioniques directes se font entre une chaîne latérale basique (chargée positivement) qui se lie à une chaîne latérale acide (chargée négativement), cela crée un partage d'électrons entre deux atomes (un de chaque chaîne).
Les liaisons ioniques indirectes se font en solution, des ions de la solution vont se placer proches des chaînes latérales (acide ou basique, cela dépend de la nature de l'ion) et vont créer des liaisons ioniques.